# Celleporaria erectorostris
Celleporaria erectorostris är en mossdjursart som först beskrevs av Ferdinand Canu och Ray Smith Bassler 1929.  Celleporaria erectorostris ingår i släktet Celleporaria och familjen Lepraliellidae. Inga underarter finns listade i Catalogue of Life.